# Gioacchino De Angelis d'Ossat
Gioacchino De Angelis d'Ossat (Roma, 29 agosto 1865 – Roma, 23 ottobre 1957) è stato un geologo e paleontologo italiano.

## Biografia
Nel 1891 si è laureato in scienze naturali presso l'Università La Sapienza di Roma, dove è rimasto sino al 1908 come assistente di Alessandro Portis. Nel frattempo aveva conseguito la libera docenza di geologia (1897), disciplina sulla quale tenne alcuni corsi universitari.
Ispettore del Servizio idrografico, ufficio incardinato presso il Ministero dell'agricoltura, dell'industria e del commercio, dal 1909 ha ottenuto la cattedra di litologia e geologia agraria a Perugia. Qui avrebbe pubblicato oltre 350 lavori sulla geologia applicata e sui terreni, tanto che la Società Geologica Italiana gli ha affidato il compito di realizzare la prima carta dei terreni agrari italiani. Dal 1925 ha retto, e sino al collocamento a riposo, la cattedra di mineralogia e geologia presso la facoltà di architettura dell'ateneo di Roma.
La sua attività scientifica si dipana, inizialmente, fra ricerche di ordine stratigrafico, compendiate in una monografia della Valle dell'Aniene settentrionale, e paleontologico, rivolte in particolare a briozoi e celenterati del periodo pliocenico. In seguito, all'inizio del XX secolo, ha spostato la sua attenzione sull'idro-geologia in particolare della Campagna Romana, ma occupandosi anche, nel Lazio, di rilievi morfologici dei Monti Simbruini e dei Monti Ernici, dei travertini della Sabina, del quaternario di Anzio, nonché della struttura geologica dei vulcani. Ha anche approfondito aspetti di malacologia, con particolare riferimento ai molluschi di epoca pliocenica di Marcellina e di Palombara Sabina.
Ha redatto le carte geologiche di alcuni colli di Roma, fra cui il Colle Vaticano, il Colle Oppio e il Colle Palatino. In particolare di quest'ultimo ha puntualmente documentato l'intera sequenza geologica. Negli ultimi anni della sua vita ha studiato, in chiave geologica, numerose catacombe romane, quali quelle presenti lungo le vie Appia, Ardeatina, Tiburtina, Flamina e Salaria.
Socio della Pontificia accademia romana di archeologia, De Angelis d'Ossat è stato presidente della Società Geologica Italiana nel 1930. Uno dei suoi tre figli, Guglielmo fu docente di restauro alla Facoltà di architettura di Roma, Direttore generale delle Antichità e Belle Arti (dal 1947 al 1960), presidente del comitato fondatore dell'ICOMOS.
È sepolto nella Cappella di famiglia presso il Cimitero monumentale del Verano a Roma.